# 1887 w polityce

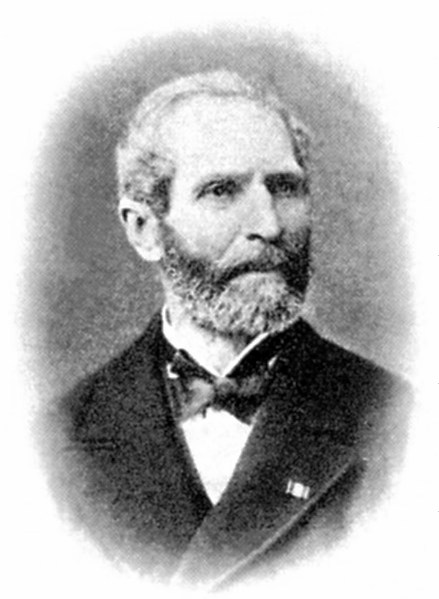
Konstanty Julian Ordon

Wydarzenia polityczne w 1887 roku.

## Urodzili się
- 31 października Czang Kaj-szek, chiński przywódca[1].

## Zmarli
- 4 maja Konstanty Julian Ordon, powstaniec listopadowy[2][3].